# Irene Tombola
Irene Tombola (Padova, 12 maggio 1987) è una giocatrice di calcio a 5 ed ex calciatrice italiana, di ruolo centrocampista, laterale dell'Audace Verona.

## Carriera

### Calcio a 11
Irene Tombola si avvicina al gioco del calcio fin da giovanissima, iniziando a giocare con i maschietti nelle formazioni giovanili miste fino al raggiungimento dell'età massima prevista dai regolamenti federali (14 anni).
Nei primi anni duemila si tessera con il VeneziaJesolo dove riesce a continuare l'attività in una formazione interamente femminile e dove in breve approda alla prima squadra impegnata nel campionato di Serie A2, l'allora secondo livello del campionato italiano.
Nel 2007 la società muta denominazione in Venezia 1984 ma mantiene sostanzialmente il proprio organico e al termine della stagione di Serie A2 2007-2008 conquista la prima posizione e il diritto di giocare in Serie A dalla stagione successiva. Tombola rimane con la società arancioneroverde fino al termine della stagione 2011-2012, quando il 26 maggio 2012 è costretta ad affrontare la Lazio CF nei play-off, riuscendo a ottenere la salvezza grazie alla sua rete che procura la vittoria per 1-0 sulle biancocelesti. Ciò nonostante la società dichiara la sua inattività e il titolo sportivo conquistato sul campo viene perso; non iscrivendosi ad alcun campionato per la stagione successiva, la società svincola tutte le proprie tesserate.
Durante il calciomercato estivo 2012 Tombola riesce ad accordarsi con il Valpo Pedemonte, società con sede a San Pietro in Cariano, per continuare l'attività agonistica con la nuova squadra, tornando a disputare il campionato di Serie A2 per la stagione 2012-2013. Anche grazie ai rinforzi provenienti dal Venezia 1984, come il difensore Lara Laterza, le centrocampiste Lisa Galvan e Giulia Lotto e le attaccanti Sara Capovilla e Federica Chinello, la squadra si rivela in grado di disputare un campionato di vertice, riuscendo al suo termine ad aggiudicarsi con 16 vittorie, 4 pareggi e nessuna sconfitta il primo posto in classifica del girone B e la conseguente promozione in Serie A per la stagione entrante. Tombola ha così l'occasione per tornare a giocare nel campionato italiano di vertice per la seconda volta in carriera. Con le compagne condivide il difficile percorso in campionato, ulteriormente complicato per la riforma del campionato italiano che dopo aver eliminato la Serie A2 vede ridurre anche le partecipanti alla Serie A da 16 a 14 e che per il campionato in corso prevede la retrocessione in Serie B di ben sei squadre. Il Valpo conclude il campionato al decimo posto, con 31 punti conquistati in 30 giornate, frutto di 9 vittorie, 4 pareggi e 17 sconfitte, accedendo ai play-out che disputa con il Como 2000, undicesimo classificato. L'incontro, giocato in gara secca, ha visto prevalere il Como 2000 per 2-0, con conseguente retrocessione del Fimauto Valpolicella in Serie B. Durante il campionato Tombola totalizza 27 presenze, alla quale si aggiunge quella dei play-out, andando a segno in due occasioni, il 23 novembre 2013, nell'incontro casalingo della 9ª giornata, dove sigla la rete del definitivo 4-2 nell'incontro perso con le avversarie del Brescia, e due settimane più tardi, all'11ª giornata, dove sempre in casa apre le marcature dell'incontro vinto 3-2 sull'Inter Milano.
Pur nell'ottica del progetto del ritorno al massimo livello del campionato, che vede la società operare anche un ringiovanimento della rosa a disposizione., Tombola viene riconfermata per stagione 2014-2015, totalizzando in campionato 20 presenze e siglando 6 reti, nella quale la squadra, pur protagonista del girone B, deve accontentarsi del secondo posto a 7 punti dal Südtirol.
Tombola rinnova il sodalizio con la società anche la stagione 2015-2016, condividendo il percorso delle rossoblu che alla guida del nuovo tecnico Diego Zuccher la vede protagonista nel girone A del campionato di Serie B e giungere in seconda posizione, a due soli punti dietro il Como 2000, e ai quarti di finale di Coppa Italia. Al termine della stagione Tombola totalizza 19 presenze su 22 incontri di campionato e siglando 3 reti, alla 14ª, 16ª e 22ª e ultima giornata di campionato, rispettivamente in gol con Milan Ladies, Fortitudo Mozzecane e Caprera.
La promozione è rimandata solo di una sola stagione, arrivando al termine del campionato di Serie B 2016-2017 con 71 punti al primo posto, questa volta del girone C, grazie alle 23 vittorie, 2 pareggi e una sola sconfitta, staccando di due punti le inseguitrici dell'Inter Milano. Con 23 presenze su 26 incontri Tombola è tra le più utilizzate in campionato da Zuccher.
Il ritorno in Serie A della squadra coincide con una maggiore sinergia con il Chievo maschile, che da anni aveva avviato una collaborazione con il Valpo, che per la stagione entrante utilizza le tenute di gioco e la grafica del Chievo unita allo storico sponsor Fimauto. Con un organico ulteriormente rinforzato Tombola e compagne affrontano il campionato mantenendo posizioni di media classifica, raggiungendo la matematica salvezza con il pareggio per 1-1 con il San Zaccaria alla sedicesima giornata e terminando al sesto posto con 26 punti, uno in più delle rivali dell'AGSM Verona. Durante il campionato Tombola viene impiegata in 17 dei 22 incontri, alle quali si aggiungono le due presenze in Coppa Italia.

## Palmarès

### Calcio a 11
- Campionato italiano di Serie A2: 2

Venezia 1984: 2007-2008
Valpo Pedemonte: 2012-2013
- Campionato italiano di Serie B: 1

Valpolicella: 2016-2017

### Riviste
- Federica Vilio, Valpo Femminile riparte con la new generation, in SportDi+ magazine, n. 31, Verona, Settembre/Ottobre 2014.